# Acciona 100% EcoPowered
Acciona 100% EcoPowered es el nombre de un yate a vela del equipo Acciona Sailing que navega bajo pabellón español y la grímpola del Club de Mar Mallorca.
Fue el único participante español en la edición 2012-2013 de la Vendée Globe.
Se trata de un velero de la clase IMOCA 60.

## Historia
El Acciona 100% EcoPowered fue presentado el 26 de octubre de 2011 en el Global Clean Energy Forum, en el Puerto Olímpico de Barcelona. Está diseñado por el estudio Owen Clarke Design y fabricado en Nueva Zelanda por el astillero Southern Ocean Marine.

## Datos
Sus principales características son:
- Número de vela: ESP 4
- Nombre: Acciona 100% EcoPowered
- Club: Club de Mar Mallorca
- Pabellón: España
- Propietario: Acciona Sailing
- Constructor: Southern Ocean Marine
- Velas: INCIDENCES Brest. Christophe Cudennec
- Diseño: OCD Owen Clark Design
- Botadura: 29 de octubre de 2011
- Desplazamiento: 8000 kg
- Eslora: 18 m
- Manga: 5,6 m
- Calado: 4,5 m
- Superficie vélica: 600m2
- Altura del mástil: 29 m

## Energía limpia
El yate destaca por ser el primer IMOCA que solamente utiliza energía renovable, evitando el consumo de combustible fósil. Utiliza paneles solares, aerogeneradores e hidrogeneradores.